# Gränshastighet

Den nedåtriktade gravitationskraften (F_{g}) är lika med den uppåtriktade bromskraften (F_{d}). Kraftsumman på kroppen är då noll och resultatet blir att objektets hastighet är konstant.

Gränshastighet (även kallat jämviktshastighet) är inom fluidmekanik den hastighet ett föremål förflyttar sig med när dess hastighet är konstant på grund av bromskraften som utövas av luft, vatten eller någon annan fluid genom vilket den färdas.

## Bakgrund
Ett fritt fallande objekt når sin gränshastighet när den nedåtriktade gravitationskraften  är lika med den uppåtriktade bromskraften, vilket gör att resultanten av de båda krafterna blir noll. Då blir accelerationen också noll, och hastigheten blir konstant, den så kallade gränshastigheten.
Gravitationskraften är massan multiplicerad med tyngdaccelerationen
{\displaystyle F_{g}=m\times g}
Den uppåtriktade bromskraften är fluidens densitet ρ multiplicerad med kroppens area A, en dimensionslös motståndskoefficient Cd samt hastigheten v i kvadrat delat med två. Konstanten  Cd kan vara ned till 0,2 för strömlinjeformade objekt, upp emot 1,0 för trubbiga objekt och större än 1,0 för objekt som till exempel en platta vinkelrätt mot strömriktningen. 
{\displaystyle F_{d}=C_{d}\times \varrho \times {\frac {v^{2}}{2}}\times A}
Genom att sätta de två krafterna lika, samt lösa för hastigheten v, så fås:
{\displaystyle v={\sqrt {\frac {2\times m\times g}{\varrho \times C_{d}\times A}}}}

## Människans gränshastighet
Gränshastigheten för en människa påverkas framförallt av kroppens orientering men i viss mån också av dess storlek. För så kallad "skydiving" där kroppen orienteras vertikalt, med fötterna först, har motståndskoefficienten Cd uppskattats till 0,7 och arean i fallriktningen till 0,18 kvadratmeter. Med en antagen vikt på 75 kg blir i detta fall fallhastigheten 98 m/s eller 354 km/h.
För "skydiving" där kroppen orienteras horisontellt har motståndskoefficienten Cd uppskattats till 1,0 och arean i fallriktningen till 0,7 kvadratmeter. I detta fall blir fallhastigheten 42 m/s eller 150 km/h.
Exemplet belyser den stora inverkan som kroppens orientering har på luftmotståndet och den resulterande fallhastigheten.